# Araeoncus caucasicus
Araeoncus caucasicus är en spindelart som beskrevs av Andrei V. Tanasevitch 1987. Araeoncus caucasicus ingår i släktet Araeoncus och familjen täckvävarspindlar. Inga underarter finns listade i Catalogue of Life.